# Gerardo Chávez
Gerardo Chávez López (Trujillo, 16 de noviembre de 1937-Trujillo, 22 de junio de 2025) fue un pintor, escultor y artista plástico peruano. Expuso su arte en diversas bienales realizadas en ciudades europeas y americanas; sus cuadros figuran en colecciones y museos de Europa. Su obra ha merecido estudios monográficos, así como su inclusión en publicaciones antológicas del surrealismo internacionales.
Después de residir en diversas ciudades europeas, regresó al Perú en la última etapa de su vida. Fue uno de los sucesores directos del Grupo Norte que surgiera en la ciudad de Trujillo en la primera mitad del siglo XX. Contribuyó a desarrollar el ambiente cultural de dicha ciudad, a través del Museo del Juguete inaugurado en 2001 y el Museo de Arte Moderno de Trujillo. En 2006 creó la Fundación Gerardo Chávez.
En 2012 se le reconoció como el artista plástico peruano en actividad más importante. Fue presidente del Patronato por el Arte y la Cultura de Trujillo.

## Biografía
Hijo de Pedro Chávez y Rosa Estela López. Nació en Trujillo, aunque parte de su infancia transcurrió en Paiján, 54 km al norte de Trujillo. Hermano de Lina Chávez y del también pintor Ángel Chávez López (1928-1995). Cursó sus estudios escolares en su ciudad natal. En 1955 ingresó a la Escuela Nacional de Bellas Artes de Lima. Culminados sus estudios en 1959, presentó su primera exposición individual en la Universidad Nacional de Trujillo. Ese mismo año representó a su país en la I Bienal de París.
En 1960 inició un recorrido por Europa. Visitó Nápoles, Pompeya, Roma y Florencia, donde radicó un año. En 1962 se mudó a París. En 1966 expuso en la Bienal de Venecia, así como en Boloña. En 1967 expuso con gran éxito una muestra de fuerte tendencia social, en la galería Desbrieres (de París), lo que motivó que su arte fuera expuesto en Milán, Ámsterdam y especialmente en Bruselas.
En 1968 regresó a Lima, realizando exposiciones en las principales salas. Su interés por el arte primitivo lo llevó a visitar la Isla de Pascua y las cuevas de Altamira y Tassili. En 1981 el Museo de Arte Italiano le dedicó una gran muestra, la primera otorgada a un artista peruano vivo.
En 1983 creó la I Bienal de Arte Contemporáneo en Trujillo. A finales de los años 1980 empezó a alternar su residencia entre París y Lima. Sus obras forman parte de importantes colecciones privadas y de destacados museos de Europa y América.

## Obra

### Características
Rasgos más característicos de su pintura: libertad expresiva, audaz tratamiento del color y nítidas reminiscencias telúricas y étnicas.

Gerardo Chávez (1937) ha plasmado una imagen surrealista muy definida, en la que desborda su amplia imaginación en un acertado sentido de color y un dominio grácil, airoso, del dibujo. Visiones extrañas y erotismo son notas frecuentes en sus lienzos.
Luis Enrique Tord

Destacan las obras de grandes formatos de los años 1960: La creación del nuevo hombre y Estrella del amanecer. De los años 1980 destacan: El último ídolo y Mama, inspiradas en motivos chancay.

### Exposiciones individuales
- Galería de la Universidad Nacional de Trujillo (Perú)
- Instituto de Arte Contemporáneo, Lima (Perú).
- Galería Lo Sprone, Florencia (Italia)
- Galería Sixtina, Roma (Italia)
- Galería Jacques Desbrieres, París (Francia)
- Galería D´eendt, Ámsterdam (Holanda)
- Galería Moncloa, Lima (Perú)
- Galería Maya, Bruselas (Bélgica)
- Galería Línea 70, Verona (Italia)
- Galería del Teatro Mínimo, Mantua (Italia)
- Galería Jean Claude Gaubert, París (Francia)
- Galería Amici del Arte, Milán (Italia)
- Galería 313, Trujillo (Perú)
- Galería Moderna, Silkeborg (Dinamarca)
- Galería Farber, Bruselas (Bélgica)
- Galería Forni, Ámsterdam (Holanda)
- Galería du Seine, París (Francia)
- L´oeuf de Beaubourg, París (Francia)
- 8.ª Feria Internacional en la Galería Farber, en Basilea (Suiza)
- Teatro Municipal, Trujillo (Perú)
- Galería Salón de Arte, Bruselas (Bélgica)
- Galería El Tiempo, Trujillo (Perú)
- Galería Du Dragón, París (Francia)
- Galería Trapecio, Lima (Perú)
- Galería Minotauro, Caracas (Venezuela)
- XIX Bienal de Sao Paulo (Brasil)
- Galería del Banco Nor-Perú, Trujillo (Perú)
- Centro Cultural de San Martín, Buenos Aires (Argentina)
- Museo Nacional de Bellas Artes de Montevideo (Uruguay)
- Maison de France, en Santo Domingo (República Dominicana)
- Galería Du Chateau, Ginebra (Suiza)
- Castillo de Gruyeres (Suiza)
- Museo de Arte Moderno de Santo Domingo (República Dominicana)
- Galería Elite, Miami (Estados Unidos)
- Museo de Arte Latinoamericano, Long Beach (Estados Unidos)
- Museo Pedro de Osma, en Lima (Perú)
- Chapelle des Ursulines - Quimperlé (Francia)
- Antología Museo de Arte Moderno, en Trujillo (Perú).

### Exposiciones colectivas
- Museo de Arte Moderno de la Ville de París (Francia)
- Museo Cívico de Bologna (Italia)
- Exposición Internacional Cane Sur Mer (Francia)
- Primera Bienal de Córdoba (Argentina)
- Galería Aele, Madrid (España)
- Museo Nacional, Santiago (Chile)
- Segunda Bienal de Arte de Trujillo (Perú)
- Galería de la Universidad, París (Francia)
- Museo d´ixelles, Bruselas (Bélgica)
- Galería Lexy, Hamburgo (Alemania)
- Muestra de Pintura Latinoamericana, en Lila, ciudad de Roma (Italia)
- Museo Nacional de México (México)
- Grand Palais, París (Francia)
- Instituto Latinoamericano, Roma (Italia)
- XLII Bienal de Venecia (Italia)
- Galería Vitro, París (Francia)
- Galería Art Curial, París (Francia)
- Museo Internacional de Bagdad (Irak)
- Galería Marión Meyer, París (Francia)
- Muestra de Pintores Peruanos Contemporáneos, Montreal (Canadá)
- Muestra de Pintores Peruanos Contemporáneos, en Washington DC (Estados Unidos)
- Museo de Bellas Artes, en Caracas (Venezuela)
- Museo de Nagoya (Japón)
- Galería Espacio, en San Salvador (El Salvador)
- Museo de Bochum (Alemania).

## Fundación Gerardo Chávez
La Fundación Gerardo Chávez, creada por el mismo artista trujillano, tiene el objetivo y deseo de promover y difundir la creación activa de la cultura de nuestro tiempo; estimulando la producción de todos los medios de conservación y comunicación del conocimiento, el arte y la cultura nacional e internacional. Es una institución sin fines de lucro y fue constituida legalmente el 2 de marzo de 2007 por el mismo artista plástico Gerardo Chávez y tiene a su cargo el Espacio Cultural Angelmira y el Museo de Arte Moderno en Trujillo (MAM Trujillo).

### Museo de Arte Moderno

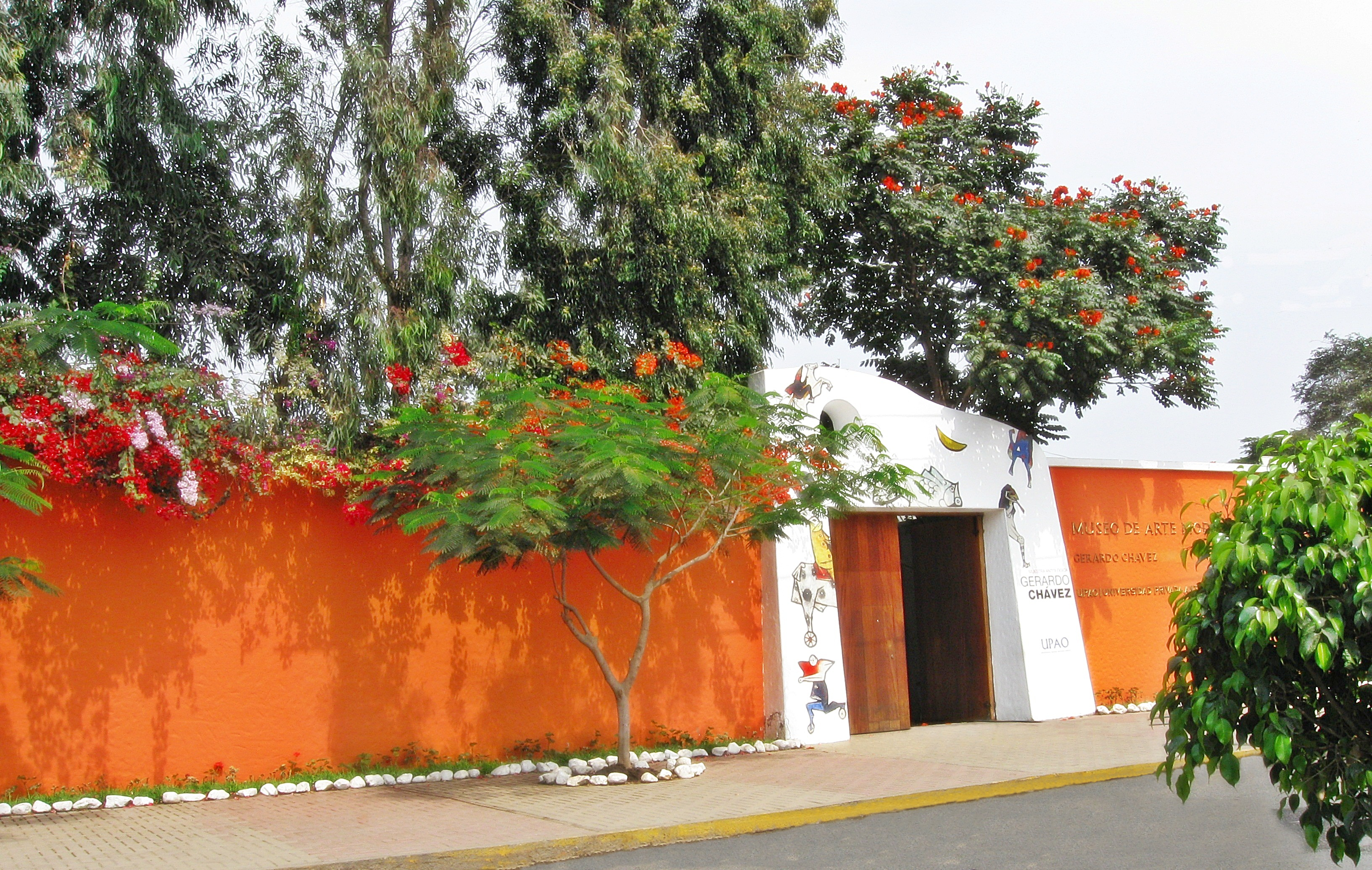
El Museo de Arte Moderno de Trujillo fue fundado por el artista plástico Gerardo Chávez. Exhibe obras de diversos autores.

Ubicado en la ciudad de Trujillo, altura del kilómetro 5 de la carretera a Laredo (Manzana W, lote 2, Urbanización Semirrústica El Bosque). Destaca por su colección de pinturas y esculturas de autoría de Gerardo Chávez distribuidas en modernas salas de exhibición.
- Es el primer Museo de Arte Moderno realizado en el Perú concebido y construido como tal.
- Infraestructura adecuada para realizar importantes exposiciones de nivel internacional.
- Proyección a convertirse en un importante centro de atractivo cultural y turístico para Trujillo y el Perú.